# Tang Gonghong
Tang Gonghong (in cinese: 唐功红S; Dongmotang, 5 marzo 1979) è un'ex sollevatrice cinese campionessa olimpica, mondiale ed asiatica che ha gareggiato nella categoria dei pesi supermassimi (oltre 75 kg.).

## Carriera
Nel 1998, appena diciannovenne, Tang Gonghong si impose all'attenzione internazionale conquistando la medaglia d'oro ai Campionati mondiali di Lahti con 255 kg. nel totale.
Dopo alcuni anni senza risultati particolarmente importanti, ritornò su un podio internazionale in occasione dei Giochi Asiatici di Busan 2002, vincendo la medaglia d'oro con 287,5 kg. nel totale, davanti alle sudcoreane Jang Mi-ran (272,5 kg.) e Moon Kyung-ae (252,5 kg.).
Qualche settimana dopo Tang Gonghong vinse la medaglia di bronzo ai Campionati mondiali di Varsavia 2002 con 277,5 kg. nel totale, terminando dietro alla polacca Agata Wróbel (287,5 kg.) e alla russa Al'bina Chomič (282,5 kg.).
Nel 2003 Tang vinse la medaglia d'oro ai Campionati asiatici di Qinhuangdao con 277,5 kg. nel totale, distanziando l'indiana Geeta Rani, seconda con 220 kg. nel totale.
L'anno successivo, nel mese di aprile, confermò il suo titolo continentale ai Campionati asiatici di Almaty con il nuovo record mondiale di 302,5 kg. nel totale, dopo aver battuto il record mondiale anche nella prova di slancio nella stessa gara. Dopo alcuni mesi partecipò alle Olimpiadi di Atene 2004, dove riuscì a conquistare la medaglia d'oro con 305 kg. nel totale, nuovo record mondiale, davanti a Jang Mi-ran (302,5 kg.) e a Agata Wróbel (290 kg.). Nel corso della stessa gara olimpica Tang Gonghong stabilì anche il nuovo record del mondo nella prova di slancio.
Dopo il successo olimpico non riuscì più ad ottenere risultati significativi anche a causa di infortuni, e si ritirò definitivamente nel 2009 dall'attività agonistica, diventando in seguito una dirigente sportiva.